# 모쉐 이브기

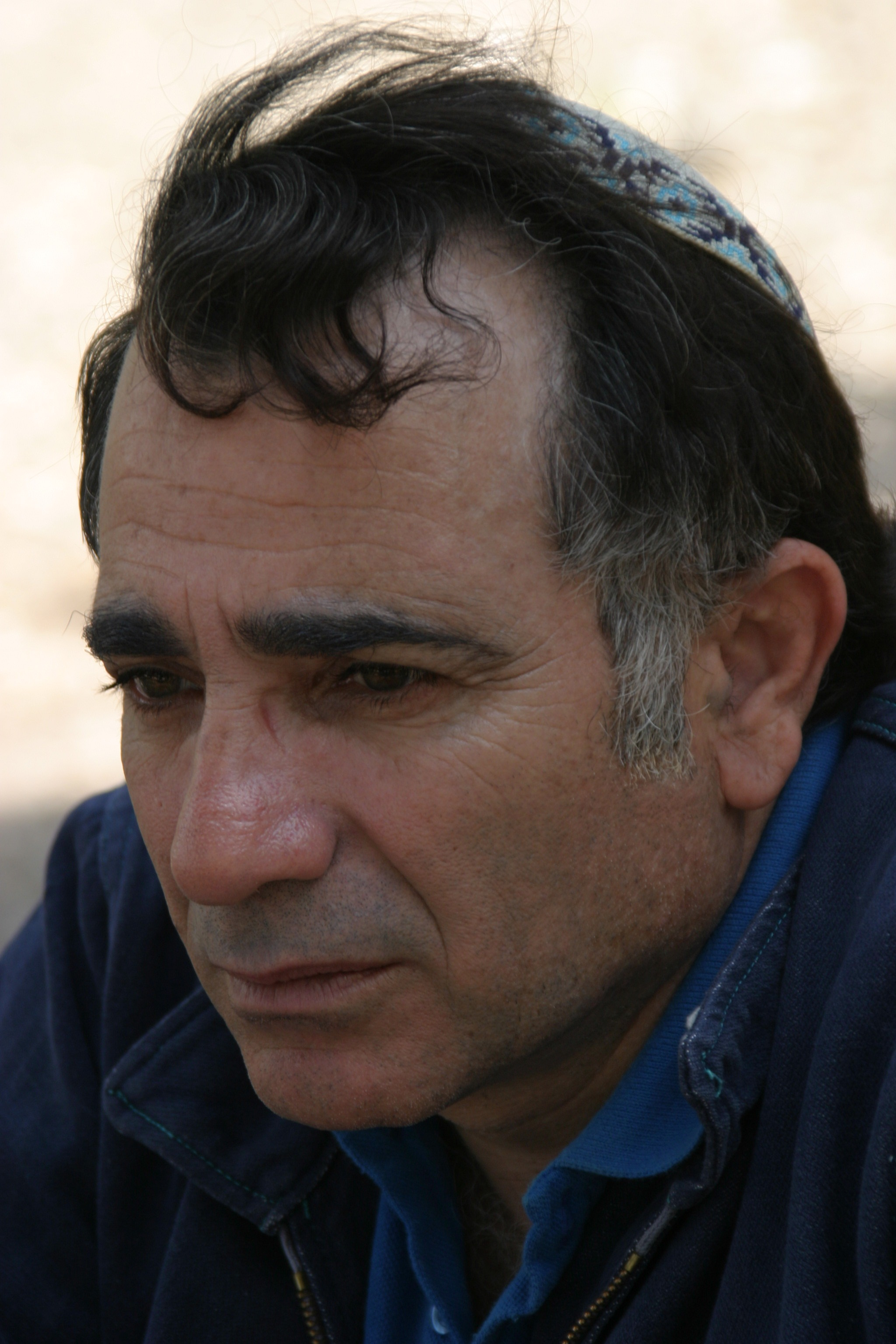

모쉐 이브기(Moshe Ivgy, 1953년 11월 29일 ~ )는 이스라엘의 배우, 영화 감독, 영화배우, TV 사회자, 연극 배우, 텔레비전 배우이다.
카사블랑카에서 태어났다.

## 영화
- 은행털이 할배와 나 (2013년) - 데디 역
- 유스(영어판) (2013년)
- 더 월드 이즈 퍼니 (2012년)
- 수도 끊는 남자 (2012년)
- 그리고 세번째 날에 (2010년)
- 7일장 (2008년)
- 레스트리스 (2008년)
- 로드 마크스 (2006년)
- 뮌헨 (2005년)
- 캠프파이어 (2004년)
- 스파르탄 (2004년)
- 나나 거리의 추억 (1995년)
- 쿠니 렘 인 카이로 (1983년)